# Laurent Panis
Laurent Panis (Francia, 23 de abril de 1993) es un jugador profesional francés de rugby que se desempeña en la posición de hooker en Stade Français Paris, equipo perteneciente a la liga Top 14.

## Carrera
Panis es un jugador de formación francesa (JIFF). En 2000 comenzó su carrera deportiva con el equipo Stade Français Paris, donde lleva jugando 24 temporadas.